# Alles für die Katz (August Hinrichs)
Alles für die Katz (auch: Für die Katz!) ist ein deutsches Lustspiel in drei Akten von August Hinrichs.

## Handlung
Seit nunmehr dreißig Jahren streiten Großbauern Gerd Tapken und die Wirtin Katrin Geerken bei jeder Gelegenheit, obwohl sie sich insgeheim lieben. Zu einem ernsten Bruch scheint es jedoch zu kommen, als Tapken Katrins Kater niederschießt, weil dieser angeblich drei seiner Hühner gefressen hat. Über diese Brutalität ist die Frau so empört, dass sie ihren Anwalt einschaltet.
Der strengt einen Prozess an, bei dem der Bauer zu einer Geldbuße oder gar einer Gefängnisstrafe verurteilt werden soll. Diese böse Auseinandersetzung belastet auch das Verhältnis der Kinder der beiden Streithähne. Zwar fühlen sich Peter Tapken und Meta Geerken durchaus zueinander hingezogen, doch in einer so ernsten Situation solidarisieren sie sich natürlich mit ihren Eltern.
Zu allem Überfluss taucht dann auch noch der Städter Hannes Kruse auf, der Frau Geerken einen Kredit gewähren soll und die Gelegenheit nutzt, sich an Meta heranzumachen. Gemeinsam mit dem Knecht Frerk beschließt Peter, dem hochnäsigen Kerl eins auszuwischen. So geht es drunter und drüber in dem kleinen Bauerndorf – und was den toten Kater betrifft: da erwartet die Streitenden auch noch eine gehörige Überraschung.

## Verfilmungen
Das Lustspiel wurde 1940 von Hermann Pfeiffer als Für die Katz verfilmt und hatte am 8. Oktober 1940 im Tauentzien-Palast, Berlin.
- - Katrin Geerken: Lina Carstens
  - Gerd Tapken: Eduard von Winterstein
  - Meta Geerken: Hilde Jansen
  - Peter Tapken: Axel Monjé
  - Mählmann: Paul Westermeier
  - Hannes Kruse: Ernst Waldow
  - Magd Fieken: Carsta Löck
  - Knecht Frerk: Rudolf Platte
  - Regie: Hermann Pfeiffer
  - Autor: August Hinrichs
  - Kamera: Ekkehard Kyrath
  - Musik: Hans Ebert

- Der Komödienstadel Erstausstrahlung am 15. August 1970[4]
  - Mühlenwirtin: Marianne Lindner
  - Tochter Ursula: Ursula Herion
  - Magd Vroni: Erni Singerl
  - Pfaffinger: Beppo Brem
  - Peter Pfaffinger: Ossi Eckmüller
  - Knecht Vinzenz: Maxl Graf
  - Schlumberger: Max Grießer
  - Paul Kruse, Steuerberater: Ulrich Beiger
  - Bayerische Fassung: Edmund Steinberger
  - Fernsehbearbeitung und Regie: Olf Fischer[5]

- Ohnsorg-Theater Erstausstrahlung am 5. März 1974[6]
  - Katrin Geerken: Heidi Kabel
  - Gerd Tapken: Karl-Heinz Kreienbaum
  - Meta Geerken: Heidi Mahler
  - Peter Tapken: Jürgen Pooch
  - Mählmann: Heini Kaufeld
  - Kruse: Hanno Thurau
  - Fieken: Ulla Mahrt
  - Frerk: Rolf Bohnsack
  - Regie: Karl-Otto Ragotzky
  - Fernsehregie: Alfred Johst
  - Bühnenbild: Hans-Albert Dithmer
  - Produzent: Harald Vock

## Hörspiele
- 1952: För de Katt
  - Sprache: niederdeutsch
  - Katrin Geerken: Hella Schöttler
  - Meta Geerken: Hannelore Theilen
  - Gerd Tapken: Georg Gläseker
  - Peter Tapken: Heinz Schnittker
  - Knecht Frerk: Heinrich Kunst
  - Magd Fieken: Ruth Westerholt
  - Mählmann: Carl Hinrichs
  - Kruse: Emil Riemer
  - Bearbeitung und Regie: Eberhard Freudenberg
  - Erstsendung: 8. April 1952 | 42:30 Minuten
  - Sendeanstalt: Radio Bremen

- 1970: Alles für die Katz
  - Sprache: bairisch
  - Mühlenwirtin: Marianne Lindner
  - Ursula, Tochter: Ursula Herion
  - Vroni, Magd: Erni Singerl
  - Vinzenz, Knecht: Maxl Graf
  - Pfaffinger, Nachbar: Beppo Brem
  - Peter, Sohn: Oskar Eckmüller
  - Schlumberger, Vertreter: Max Grießer
  - Kruse, Helfer in Steuerangelegenheiten: Ulrich Beiger
  - Bearbeitung (Wort): Edmund Steinberger
  - Komposition: Raimund Rosenberger
  - Regie: Olf Fischer
  - Erstsendung: 26. September 1970 | 85:55 Minuten
  - Sendeanstalt: Bayerischer Rundfunk

- 1974: För de Katt
  - Sprache: niederdeutsch
  - Katrin Geerken: Hilde Sicks
  - Meta Geerken: Helga Nordwig
  - Gerd Tapken: Walter Arthur Kreye
  - Peter Tapken: Gerd Mindermann
  - Knecht Frerk: Heinrich Kunst
  - Magd Fieken: Ruth Bunkenburg
  - Mählmann: Bernd Wiegmann
  - Kruse: Hans-Jürgen Ott
  - Bearbeitung (Wort): Walter Arthur Kreye
  - Regie: Ivo Braak
  - Erstsendung: 15. April 1974 | 53:44 Minuten
  - Sendeanstalt: Radio Bremen